# Třetí anglo-nizozemská válka
Třetí anglicko-nizozemská válka (též třetí anglo-holandská válka nebo třetí anglo-nizozemská válka) byl vojenský konflikt mezi Anglií a Nizozemskou republikou probíhající v letech 1672 až 1674. Byla to část širšího konfliktu, francouzsko-nizozemské války. V důsledku propuknutí války byl zlynčován dosavadní představitel Nizozemské republiky Jan de Witt rozvášněným davem, který jej obvinil ze zrady ve prospěch Francie, prý byl zkorumpován. Anglické královské námořnictvo se spojilo s francouzskými silami v útoku proti Republice. Pokusy o blokádu holandského a zélandského pobřeží byly zmařeny čtyřmi strategickými vítězstvími admirála Michiela de Ruytera. Snaha učinit provincii Holland anglickým protektorátem neuspěla. Parlament, plný strachu, že spojenectví s Francií povede k rekatolizaci Anglie, donutil krále drahou a nic nepřinášející válku ukončit.